# Distance franchissable

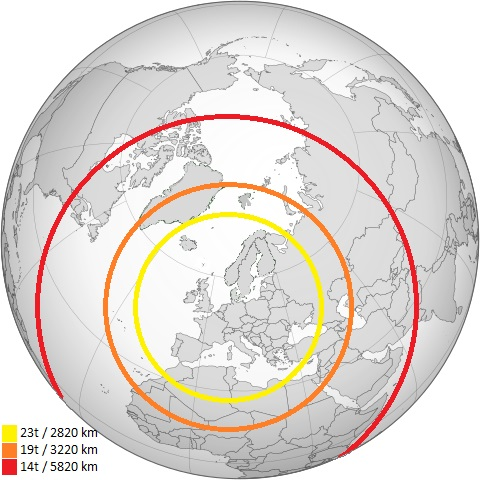
Distance franchissable de l'Embraer KC-390 Millennium en fonction de la masse de fret.

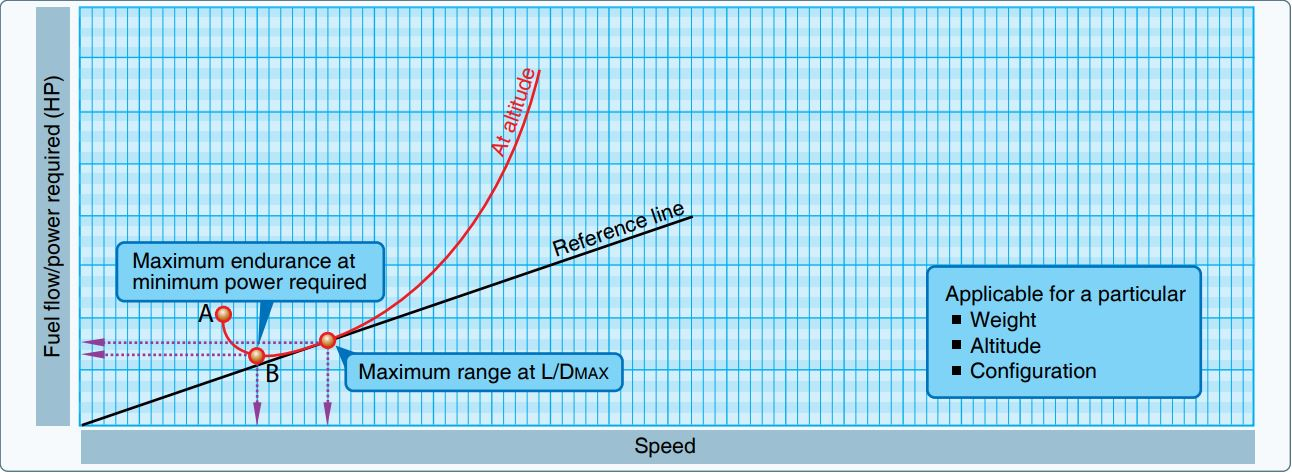
Endurance et distance franchissable en fonction de la vitesse. L'endurance maximale est obtenue au point de puissance minimale requise, car le débit de carburant est alors le plus faible pour maintenir l'avion en vol stable et en palier. La distance franchissable maximale est obtenue lorsque le rapport vitesse/puissance requis est maximal. La distance franchissable maximale est obtenue au rapport portance/traînée maximal (L/DMAX).

En aéronautique, la distance franchissable est la distance maximale qu'un aéronef peut parcourir entre son décollage et son atterrissage, que ce soit pour le transport aérien civil ou militaire, de passagers ou de fret. 
La distance franchissable dépend notamment de la configuration de décollage (ex.: masse au décollage, quantité de carburant), des conditions atmosphériques (ex.: altitude, vent) et de la vitesse de croisière. 
Dans le domaine militaire, la distance franchissable peut être augmentée par un ravitaillement en vol. 

## Performances
Parmi les paramètres pouvant définir les performances d'un aéronef, les trois suivants sont considérés comme essentiels:
- la charge utile (nature et quantité), qui peut s'exprimer en masse, volume, nombre de passagers, etc., suivant le type d'utilisation ;
- la vitesse ;
- l'endurance qui se traduit par une autonomie, exprimée en heures de vol, ou un rayon d'action ou une distance franchissable, exprimés en kilomètres.

Le constructeur définit la distance maximale franchissable de ses aéronefs en fonction de divers paramètres, adaptés à la mission prévue et des conditions atmosphériques standards. En pratique, chaque utilisateur définira une distance franchissable opérationnelle maximale en fonction de ses propres conditions d'utilisation.

## Application au transport commercial
La distance franchissable opérationnelle diffère de la valeur maximale en raison des règlements tels que la quantité minimale de carburant à conserver nécessaire à une attente ou un déroutement au point d'arrivée, à des limitations de masse au décollage ou à l'atterrissage liées aux infrastructures, à un profil de vol différent du profil type, etc.
Les qualificatifs de court-courrier, moyen-courrier et long-courrier sont utilisés par les constructeurs d'avions de transport de passagers pour présenter leur gamme d'appareils. Appliqués à des avions dont la vitesse de croisière est de l'ordre de Mach 0,8 (988 km/h), ils correspondent à : 
- vol court courrier, un vol de courte distance — 1 000 km ou moins — la plupart du temps un vol intérieur (dans un même pays) ;
- vol moyen courrier, un vol de moyenne distance — de 1 500 km à 3 000 km —, souvent intracontinental et international ;
- vol long courrier, un vol de longue distance — 3 500 km ou plus — souvent un vol intercontinental ou transocéanique.

Pour les compagnies aériennes, ces mêmes qualificatifs ne sont pas normalisés mais sont associés aux routes exploitées et au temps nécessaire pour effectuer le vol. De plus, ils peuvent être liés aux aménagements de cabine ou au service à bord.